# Saint-Mard (Senna e Marna)
Saint-Mard è un comune francese di 3 793 abitanti situato nel dipartimento di Senna e Marna nella regione dell'Île-de-France.

## Società

### Evoluzione demografica
Abitanti censiti